# Казахдарья
Казахдарья́ (узб. Qozoqdaryo / Қозоқдарё; каракалп. Qazaqdarya / Қазақдаря) — посёлок на северо-западе Узбекистана, в суверенной республике Каракалпакстан. Бывший порт и курорт на Аральском море.
Казахдарья располагалась на южном берегу Аральского моря, в заливе Джилтырбас. В середине 1970-х годов море отступило от посёлка, и в настоящее время оно находится на расстоянии около 100 км. Через Казахдарью протекает один из рукавов реки Амударьи, в 5—7 км к востоку впадая в озеро Джилтырбас.
Дома в Казахдарье расположены вдоль русла Амударьи. Протяжённость посёлка составляет 7—10 км. Он состоит из пяти аулов (общин): Колхоз аул, Ерназар аул (Рыбозавод и Саранча), Кенес аул, Ерназар Жарма аул, Центр Казахдарья.
До начала деградации Аральского моря в посёлке проживало около 15 000 человек. В настоящее время население составляет около 4000 человек. Основная сфера деятельности местных жителей — разведение крупного рогатого скота мясного направления, выращивание пшеницы, риса, бахчевых и кормовых культур.
Климат резко континентальный, с холодной зимой и жарким летом. Зимой характер погоды определяют холодные воздушные массы, летом — тёплые и сухие. Среднегодовая температура воздуха — 9,8—10°С. Годовая сумма осадков — 87—108 мм. Выращивание сельскохозяйственных культур в таких условиях полностью зависит от орошения. Ранее на климат влияла близость Аральского моря, что выражалось в большем количестве осадков в летнее время и более мягком климате.
Рельеф вокруг Казах Дарьи является частью равнинной дельты реки Амударьи. Исторически сложилось, что сильно изменяющееся русло реки пересекало пески и барханы и распределяло почвенные отложения, образуя очень сложный рельеф. Вокруг посёлка находится очень много проток и дренажных систем, а грунтовые воды залегают очень близко к поверхности земли.
Основной источник питьевой воды — река Амударья и краны-качалки. Водопроводы и газоснабжение в Казах Дарье отсутствуют. Зимой часто возникают проблемы с электричеством.
В посёлке имеется две средние школы — № 14 и 15 на 250 и 370 ученических мест соответственно, а также начальная школа. Медицинские услуги предоставляются сельской участковой больницей и сельским врачебным пунктом. Установлена телевышка, вышки мобильной связи. Есть три магазина СельПо и два частных магазина. В посёлке имеется здание летнего кинотеатра, где в тёплое время года выступают местные артисты. Бытовые службы (парикмахерские, бани, мастерские) отсутствуют.
Через Казахдарью проходит асфальтированная дорога Нукус — Чимбай—Казахдарья. Дорога в Муйнак большей частью разрушилась и стала непроходимой.
Посёлок официально находится в зоне Аральской экологической катастрофы.